# Parafia Wniebowzięcia Najświętszej Maryi Panny w Michowie
Parafia Wniebowzięcia Najświętszej Maryi Panny w Michowie – parafia rzymskokatolicka w Michowie, należąca do archidiecezji lubelskiej i Dekanatu Michów. Została erygowana w 1638. Mieści się przy ulicy Partyzanckiej. Parafię prowadzą księża archidiecezjalni.
Z parafii pochodzi biskup Ryszard Karpiński.

## Proboszczowie Michowskiej Parafii
1. Ks. Wojciech Staśkiewicz 1638-?
2. Ks. Kazimierz Zielanowski 1661-1699
3. Ks. Urban Dedowicz 1699-1712
4. Ks. Antoni Rzemiński 1713-1716
5. Ks. Franciszek Dębiński 1716-1721
6. Ks. Marcin Lewandowski 1721-1735
7. Ks. Sebastian Stankiewicz 1735-1747
8. Ks. Antoni Protasiewicz 1747-1748
9. Ks. Michał Kajetan Krogulecki 1748-1762
10. Ks. Baltazar Kunowski 1762-1779
11. Ks. Wojciech Mrowiński 1779-1799
12. Ks. Antoni Jankowski 1799-1827
13. Ks. Jan Ruszczewski 1827-1831
14. Ks. Maciej Kwiatkowski 1831-1832
15. Ks. Stanisław Górzyński 1832-1857
16. Ks. Kacper Ambroszkiewicz 1857-1901
17. Ks. Jakub Szpringer 1901-1912
18. Ks. Władysław Grabowicz 1912-1916
19. Ks. Franciszek Abramowicz 1916-1929
20. Ks. Jan Sadowski 1929-1956
21. Ks. Feliks Kępski 1956-1975
22. Ks. Edward Borsuk 1975-1988
23. Ks. Zbigniew Schab 1988-2008
24. Ks. Jan Brodziak 2008-obecnie